# Blackwood, le pensionnat
Pour plus de détails, voir Fiche technique et Distribution.
Blackwood, le pensionnat (Down a Dark Hall) est un film d'horreur américano-espagnol réalisé par Rodrigo Cortés et sorti en 2018.
Le film est une adaptation cinématographique du roman Blackwood, le pensionnat de nulle part de la romancière américaine Lois Duncan.

## Synopsis
Une nuit, Katherine « Kit » Gordy est réveillée en entendant des bruits et son prénom murmuré. Elle se lève et suit les bruits. Elle se retrouve dehors, sous la neige et aperçoit le fantôme de son père Robert qui s'éloigne.
Aujourd'hui, Kit (AnnaSophia Robb) est une adolescente rebelle ayant un comportement délinquant. Le Dr MacMillan (Brian Bovell), psychologue de Kit, conseille à sa mère Ginny (Kirsty Mitchell), de la placer dans le pensionnat de Blackwood, car elle est devenue trop difficile à gérer. Cette idée lui a été suggérée par la Dre Heather Sinclair (Jodhi May), qui représente le pensionnat et essaye de rassurer Kit. À la maison, pendant le repas, Ginny annonce à Kit qu'elle a décidé de suivre le conseil du psychologue. David « Dave » Dabrowski, beau-père de Kit approuve mollement ce choix. Kit exprime son méprit pour Dave et conteste cette décision. Ginny ne fléchie pas et Kit, furieuse, sort de la pièce.
Ginny et Dave emmènent Kit en voiture à Blackwood. En arrivant, ils sont impressionnés par la taille du bâtiment isolé dans la nature. Ils entrent, l'intérieur est sombre, voir lugubre. Après quelques instants, la directrice Mme Simone Duret (Uma Thurman) les accueille et annonce que les autres pensionnaires arriveront demain. Elle est assistée de Mme Olonsky (Rebecca Front). En se promenant dans les couloirs de l'établissement, Kit se rend compte que quelque chose d'étrange se passe à Blackwood. Une pièce est interdite d'accès aux pensionnaires. Elle observe des apparitions mystérieuses.
Le lendemain, Kit rencontre les quatre seules autres élèves, des adolescentes ayant aussi des troubles du comportement : Veronica Diez (Victoria Moroles (en)), Izzy (Isabelle Fuhrman), Ashley (Taylor Russell) et Sierra (Rosie Day (en)). Elles sont toutes en échec scolaire. Mme Duret leur confisque leurs téléphones portables. Elles n'auront droit de l'utiliser pour téléphoner à leur famille qu'une fois par trimestre. Elles n'auront pas accès à internet. Elle affirme qu'elle est persuadée qu'elles ont toutes un talent caché et que le pensionnat va les aider à le révéler. Au repas, Mme Duret leur présente les enseignants, elle-même est leur professeur de peinture, Jules son fils est leur professeur de musique, la Dre Sinclair est leur professeure de littérature et M. Farley (Pip Torrens) est leur professeur de mathématiques.
En cous de musique, Kit est la seule a avoir appris à jouer d'un instrument : le piano, quand elle était enfant. Jules lui donne des leçons particulières. Il l'emmène dans la nature environnante pour lui apprendre à écouter les bruits. Ils ressentent une attirance réciproque. Sierra commence a peindre avec beaucoup de talent. Quand elle peint elle semble être en transe. Mme Duret manifeste son admiration pour ses tableaux. Puis Ashley se met a écrire des poèmes magnifiques. La Dre Sinclair la félicite pour ce qu'elle écrit. Izzy présente des facilités impressionnantes en mathématiques. M. Farley la porte en exemple. Kit joue du piano de mieux en mieux. Veronica ne développe aucun talent. Mme Duret et très satisfaite des progrès des quatre autres élèves. 
Kit révèle à Veronica que son père est mort en avion, lors du voyage de retour d'un déplacement professionnel alors qu'elle avait 9 ans.
Blackwood semble hanté par une force démoniaque.

## Fiche technique
Sauf indication contraire, les informations mentionnées dans cette section peuvent être confirmées par la base de données cinématographiques IMDb,  présente dans la section « Liens externes ».
- Titre original américain : Down a Dark Hall
- Titre original espagnol : Blackwood
- Titre français : Blackwood, le pensionnat
- Réalisation : Rodrigo Cortés
- Scénario : Michael Goldbach et Chris Sparling, d'après le roman Blackwood, le pensionnat de nulle part de Lois Duncan
- Direction artistique : Gemma Fauria et Gabriel Liste
- Décors : Nuria Muni
- Costumes : Patricia Monné
- Photographie : Jarin Blaschke
- Montage : Rodrigo Cortés
- Musique : Víctor Reyes
- Casting : Deborah Aquila et Tricia Wood
- Production : Marty Bowen, Wyck Godfrey, Adrián Guerra, Meghan Hibbett et Stephenie Meyer
- Producteurs délégués : Isaac Klausner et Núria Valls
- Sociétés de production : Fickle Fish Films, Nostromo Pictures et Temple Hill Entertainment
- Société de distribution : Summit Entertainment (Lionsgate)
- Pays d'origine :  États-Unis et  Espagne
- Budget : 4 000 000 $[1].
- Langues originales : anglais
- Format : Couleur
- Genre : Horreur
- Durée : 96 minutes
- Dates de sortie :
  -  Espagne : 3 août 2018
  -  États-Unis : 17 août 2018 (sortie cinéma limitée + vidéo à la demande)
  -  France : 2 février 2019 (vidéo à la demande)

## Distribution
- AnnaSophia Robb (VFB : Ludivine Deworst) : Katherine « Kit » Gordy, adolescente rebelle
  - Julia Stressen-Reuter : Kit enfant
- Uma Thurman (VFB : Colette Sodoyez) : Mme Simone Duret, directrice de Blackwood, professeure de peinture
- Isabelle Fuhrman (VFB : Aaricia Dubois) : Izzy, adolescente rebelle
- Taylor Russell (VFB : Élisabeth Guinand) : Ashley, adolescente rebelle
- Kirsty Mitchell (VFB : Nathalie Hugo) : Ginny Gordy-Dabrowski, mère de Kit
- Jodhi May : Dre Heather Sinclair, professeure de littérature
- Pip Torrens (VFB : Delphine Moriau) : M. Farley, professeur de mathématiques
- Rebecca Front : Mme Olonsky, froide et brutale
- Brian Bovell : Dr MacMillan, psychologue de Kit
- Victoria Moroles (en) (VFB : Mélissa Windal) : Veronica Diez, adolescente rebelle
- Rosie Day (en) (VFB : Claire Beugnies) : Sierra, adolescente rebelle
- Noah Silver (VFB : Maxime Van Santfoort) : Jules Duret, fils de Simone, professeur de musique
- Jim Sturgeon (VFB : Philippe Allard) : David « Dave » Dabrowski, beau-père de Kit
- David Elliot : fantôme de Robert Gordy, père de Kit
- Josep Linuesa : fantôme de Wilhelm Kestler, pianiste compositeur
- Ramiro Blas : fantôme de l'homme balafré malfaisant

## Production

### Genèse
En 2013, la romancière Stephenie Meyer met une option sur le roman Blackwood, le pensionnat de nulle part de la romancière américaine Lois Duncan, pour produire une adaptation.
En juillet 2014, le studio Lionsgate accepte de se joindre au projet via sa filiale Summit Entertainment et obtient les droits d'adaptations du roman. Le studio dévoile que le réalisateur espagnol Rodrigo Cortés réalisera le film dont le scénario sera écrit par Michael Goldbach et Chris Sparling.
En 2017, le studio annonce la sortie du film pour l'été 2018. Aux États-Unis, le film dispose d'une sortie cinéma limitée à un petit nombre de salles et de villes ainsi que d'une sortie globale en vidéo à la demande en simultané.

### Attribution des rôles
En octobre 2016, l'actrice AnnaSophia Robb décroche le rôle principal du film, celui de Kit Gordy. Trois jours plus tard, Taylor Russell rejoint la distribution pour le rôle d'Ashley, l'une des jeunes étudiante du pensionnat.
Au cours du mois, Isabelle Fuhrman, Rosie Day (en) et Victoria Moroles (en) signent pour jouer les trois autres étudiantes. En fin de mois, l'acteur Noah Silver rejoint la distribution pour le rôle de Jules.

### Tournage
Le tournage du film débute à la fin du mois d'octobre 2016 à Barcelone en Espagne. Après quatre semaines de tournage, ce dernier s'est poursuivi pendant deux semaines aux îles Canaries pour se terminer à la fin du mois de décembre 2016.

## Accueil

### Critiques
Le film a divisé les critiques américaines. Sur le site agrégateur de critiques Rotten Tomatoes, il obtient 50 % de critiques positives, avec une note moyenne de 5,6/10 sur la base de 12 critiques positives et 12 critiques négatives.
Le consensus établi par le site résume que le film est plus stylisé qu'effrayant, et que son atmosphère inquiétante peut faire peur aux jeunes spectateurs.
Sur Metacritic, il reçoit également des critiques mitigées, obtenant une note de 56/100 basée sur 8 critiques collectées.